# Isla Caribe
La isla Caribe es una isla del Mar Caribe, ubicada al noreste de Venezuela. Tiene una superficie de 0,32 km². Es parte integrante del Estado Sucre al noroeste de Venezuela. Este Archipiélago, además de Isla Caribe, está conformado también por las islotes de Lobo Grande e Islote Lobo Pequeño con una superficie total de 0,7 km². 

## Historia
La Isla Caribe fue descubierta en 1498 por Cristóbal Colón.

## Población
La mayor parte de sus habitantes son pescadores, una gente única, usted lo podrá ver en la sonrisa de todos sus habitantes, solo dese un paseo por las encantadoras calles del pueblo y pronto estará de acuerdo con nosotros. No es difícil hacer nuevos amigos.
Son en su mayoría negros con una pequeña parte mestíza y minoría blanca.

## Acceso
La manera más usada de traslado hasta Isla Caribe es desde el muelle público de Chacopata Se Puede alquilar botes desde El Guamache (Isla de Coche).

## Turismo
La isla Caribe tiene unas condiciones excepcionales para el turismo selectivo de calidad (no masivo). Al occidente de la isla las condiciones para la práctica del windsurf y kite surf (brisas fuertes de más de 50 km/h con un mar sin olas) y de los carros vela pueden citarse entre las mejores del mundo. Puede verse el efecto de las brisas fuertes y continuadas en la escasa vegetación de la isla, naturalmente, con protección solar para evitar una insolación, dada la ausencia de nubes a lo largo de todo el año. La temperatura, aunque elevada, resulta agradable por la fresca brisa marina, teniendo en cuenta que esa brisa arrecia, precisamente, en las horas de más calor durante la tarde.

## Festividades
Las festividades de la isla Caribe y los Lobos son las siguientes:  
- Marzo: Carnavales (varia)
- Abril: Semana Santa (varia)
- Mayo: Velorios de la Cruz
- 29 de septiembre: San Miguel Arcángel.
- 24 de diciembre: Navidad
- 31 de diciembre: Año Nuevo